# Toni Merkens
Nikolaus Anton "Toni" Merkens (21 de junho de 1912 — 20 de junho de 1944) foi um ciclista alemão. Destacou-se como velocista.

## Carreira
Competindo no ciclismo de pista, Merkens representou a sua nação nos Jogos Olímpicos de Berlim 1936, onde foi o vencedor e recebeu a medalha de ouro na prova de velocidade, à frente de Arie van Vliet (NED, prata) e Louis Chaillot (FRA, bronze).
Como amador, alcançou numerosos sucessos, ganhando três campeonatos nacionais e um mundial na mesma especialidade.
Tornou-se profissional em 1937 e competiu até o ano de 1942.

## Segunda Guerra Mundial
Durante a Segunda Guerra Mundial, participou na Frente Oriental, lutando contra os russos, onde foi mortalmente ferido. Merkens morreu num hospital em Bad Wildbad.